# Kiss Jenő (színművész)
Kiss Jenő (Görcsöny, 1944. június 7. –) Jászai Mari-díjas magyar színész, a Kecskeméti Katona József Nemzeti Színház örökös tagja.

## Életpályája
Görcsönyben született 1944. június 7-én. Budapesten, a Budai Nagy Antal Gimnáziumban érettségizett 1962-ben.

„Én egy igazi faluban, a Pécs melletti Görcsönyben, nőttem fel, a nagyszüleim neveltek. A faluban mindenki tehetséges volt, minden lány tudott énekelni, táncolni, és mindenkinek volt humorérzéke, s ez „termékenyítőleg” hatott rám. Aztán már Budapesten jártam az Építők Sztanyiszlavszkij Művészeti Stúdiójába, ahol olyan később ismert művésszé vált fiatalok is megfordultak, mint Szegedi Erika, Meszléry Judit, Tahi Tóth László, Vajda László. Egy újsághirdetésben olvastam, hogy a veszprémi színház ösztöndíjasokat keres, felültem egy motorbiciklire és soha többet nem mentem haza…”

1963 és 1964 között a Veszprémi Petőfi Színház, 1964 és 1969 között pedig a Miskolci Nemzeti Színház színésze volt. 1969-től 1979-ig a kaposvári Csiky Gergely Színházban játszott. 1979-től 1988-ig illetve 1995-2024 között ismét Kecskeméten szerepel, a Kecskeméti Katona József Nemzeti Színház társulatának művésze, örökös tagja. 1988 és 1993 között a Radnóti Miklós Színháznál volt szerződésben. 1993 és 1995 között a József Attila Színház tagja volt.

### Magánélete
1973-ban feleségül vette Réti Erika színésznőt. Egy közös fiuk született: Gergely (1976).

## Színházi szerepeiből
- Dániel kartárs (Kerekes: Állami áruház)
- Színész (Bertolt Brecht: Állítsátok meg Arturo Uit!)
- De Lessaque márki (Mihail Bulgakov: Álszentek összeesküvése)
- II. József (Peter Shaffer: Amadeus)
- Wurm (Friedrich Schiller: Ármány és szerelem)
- Isidoro (Carlo Goldoni: A chioggiai csetepaté)
- Joszip Zeljics (Ivan Kusan: A balkáni kobra)
- Biberach (Katona József: Bánk bán)
- Gennagyij Panfilovics (Mihail Bulgakov: Bíborsziget)
- Schuppanzigh (Peter Shaffer: Black Comedy)
- Stengelhöh (Sternheim: A bugyogó)
- Guilbert (Goethe: Clavigo)
- Miska főpincér (Kálmán Imre: Csárdáskirálynő)
- Monsieur de Sotenville (Molière: Dandin György)
- Dr. Bittner (Kiss Csaba: A dög)
- Bolsincov (Turgenyev: Egy hónap falun)
- Első demagóg, Első bizánci polgár, Második gyáros, Aggastyán (Madách Imre: Az ember tragédiája)
- Dr. Paulovits (Zsolt: Erzsébetváros)
- Figaro; Bartolo (Beaumarchais: Figaro házassága avagy egy őrült naplója)
- Lingk (Mamet: Floridai öröklakás eladó)
- Tréville kapitány (Alexandre Dumas: A három testőr)
- Napóleon (Kodály Zoltán: Háry János)
- Sipos úr (László Miklós: Illatszertár)
- Piócás (Rideg Sándor: Indul a bakterház)
- Lakáj, Gál (Molnár Ferenc: Játék a kastélyban)
- Rauch (Ödön von Horváth: Kasimir és Karoline)
- Disznópapa (Pozsgai Zsolt: Kecskeméti kiskondás)
- Bruckner Szigfrid (Lázár Ervin: A kisfiú meg az oroszlánok)
- Reischl György úr (Jókai Mór: A komédiás had, avagy Thespis kordéja)
- Fáskerti (Bereményi Géza: Légköbméter)
- Monceau (Arthur Miller: Közjáték Vichyben)
- Apa (Forgách András: A kulcs)
- Ficsúr (Molnár Ferenc: Liliom)
- Popo király (Georg Büchner: Leonce és Léna)
- Nicia mester (Machiavelli: Mandragóra)
- Orlovszkij (Csehov: A Manó)
- Theophil Sarder (Thomas Mann: Mefisztó)
- Tündérkirály; Gyóntató (Ödön von Horváth: Mesél a bécsi erdő)
- Forlipopoli (Carlo Goldoni: Mirandolina)
- XIV. Lajos (Bulgakov: Molière)
- Frascatti (Kálmán Imre: Montmartre-i Ibolya)
- George bácsi (Michael Cooney: Nem ér a nevem)
- Albert (Molnár: Olympia)
- A Maxim tulajdonosa az előcsarnokban (Georges Feydeau: Osztrigás Mici (Dáma a Maximból))
- Pickering (George Bernard Shaw: Pygmalion)
- Professzor (Sárosi István: Rákfene)
- Montague; Egy patikárius  (William Shakespeare: Rómeó és Júlia)
- Lasponya (William Shakespeare: Sok hűhó semmiért)
- Theseus, Oberon (William Shakespeare: Szentivánéji álom)
- Harry (Schisgal: Szerelem, óh!)
- Köcsög (Pozsgai Zsolt: A szörny és a szép)
- Raszpuljev (Szuhovo-Kobilin: Tarelkin halála)
- Író (Molnár: A testőr)
- Solinus (William Shakespeare: Tévedések vígjátéka)
- Selsdon Mowbray (Michael Frayn: Ugyanaz hátulról)
- Borbíró (Móricz Zsigmond: Úri muri)
- Csömöre bácsi (Tolnai: Végeladás)
- Krogstad (Henrik Ibsen: Nóra)
- Hübner, járási orvos (Nyikolaj Vasziljevics Gogol: A revizor)
- Simeon, később Hanan főpap (Cseke Péter – Kocsis L. Mihály: Újviág passió)
- Einstein (Friedrich Dürrenmatt: A fizikusok)

## Filmjei

### Játékfilmek
| - Talpuk alatt fütyül a szél (1976) - Csak semmi pánik (1982) - Higgyetek nekem! (1985) - Akli Miklós (1986) - A halálraítélt (1989) - Álombrigád (1989) - Jézus Krisztus horoszkópja (1989) - Isten hátrafelé megy (1991) - Csapd le csacsi! (1992) - Kék Duna keringő (1992) - Sose halunk meg (1993) - Esti Kornél csodálatos utazása (1995) - Ámbár tanár úr (1998) - 6:3 (1998) - Jurij (2001) | - Üvegtigris (2001) - VII. Olivér (2001) - Sacra Corona (2001) - Csocsó, avagy éljen május elseje! (2001) - A Hídember (2002) - Ébrenjárók (2002) - Sok jó ember (2002) - Rinaldo (2003) - Boldog születésnapot (2003) - Sorstalanság (2005) - A baxun invázió (2005) - Megy a gőzös (2007) - Mázli (2008) - Igazából apa (2010) - Megdönteni Hajnal Tímeát (2014) |

### Tévéfilmek
| - Rózsa Sándor 1-12. (1971) - A feladat (1975) - Gombó kinn van (1979) - Kiválasztottak (1981) - A fekete kolostor (1986) - Bánk bán (1987) - Szomszédok (1988–1998) - Labdaálmok (1989) - Napóleon (1989) - Ekkehard (1990) - Angyalbőrben (1991) - Pán Péter (1991) - Kemény János báró filmjei (1992) - A templomos lovagok kincse (1992) - Kutyakomédiák (1992) - A pályaudvar lovagja (1992) - Privát kopó (1992) - Frici, a vállalkozó szellem (1993) - Feltámadás Makucskán (1994) - Ábel az országban (1994) | - Kis Romulusz (1994) - Patika (1994–1995) - Éretlenek (1995) - A Szórád-ház (1997) - Linda (2000) - Kisváros (1994–2001) - Bánk bán (2002) - A négyes pálya (2003) - Szörnyek ebédje (2005) - Régimódi történet (2006) - Jumurdzsák gyűrűje (2006) - A hortobágy legendája (2008) - Állomás (2009) - Tűzvonalban (2009) - Barátok közt (2012) - Kossuthkifli (2015) - Apatigris (2020–2021) |